# Automotrici kkStB 41/S e 42/S
Le automotrici 41/S e 42/S delle kkStB erano due gruppi di automotrici elettriche a scartamento metrico, progettate per l'utilizzo sulla tranvia Trento-Malé.
Tecnicamente identiche, differivano solo per l'allestimento interno: le 41/S avevano un ambiente passeggeri con 36 posti a sedere (12 di prima classe e 24 di terza), le 42/S erano "furgoni motori" per il trasporto di merci e bagagli.

## Storia
Le automotrici 41/S e 42/S vennero costruite nel 1908 dalla Grazer Waggonfabrik, per l'esercizio della nuova tranvia Trento-Malé. Le motrici passeggeri 41/S furono numerate da 011 a 022, i furgoni motori 42/S ottennero invece i numeri 001 e 002.
In seguito all'annessione del Trentino al Regno d'Italia (1918), la linea Trento-Malé e il suo materiale rotabile passarono alle Ferrovie dello Stato, che rinumerarono le automotrici 41/S da 001 a 012.
Nel 1936 le FS cedettero la linea e il materiale alla Società Anonima Trasporti Pubblici, che abolì la prima classe sulle 41/S, portando il numero totale di posti a sedere a 40. Contemporaneamente le automotrici vennero rinumerate secondo le norme italiane: le 41/S divennero ECDz 011 ÷ 022, le 42/S divennero EDUz 001 e 002.
Durante la seconda guerra mondiale andarono distrutte le unità 012 e 022. I mezzi restanti furono utilizzati fino al 1964, quando la tensione di alimentazione della linea (nel frattempo ricostruita come ferrovia in sede propria) fu innalzata a 3 kV cc.